# Anopheles quadrimaculatus
Anopheles quadrimaculatus, jedna od brojnih vrsta kukaca dvokrilaca (diptera) iz porodice komaraca, rod Anopheles. Izaziva malariju. Raširen je na području Sjeverne Amerike, i to od Sjeverne Dakote do Quebeca na sjeveru i južno do Teksasa, Floride i Meksika.
U Sjevernoj Americi je na zlu glasu po izazivanju malarije, ali nije uvijek bio poznat pod ovim imenom nego je početku 20. stoljeća nazivan Anopheles maculipennis, "four-spotted Anopheles" (Headlee 1945).
Sinonim mu je Anopheles annulimanus Wulp, 1867

## Vanjske poveznice
- Anopheles quadrimaculatus (insect)  Arhivirana inačica izvorne stranice od 7. travnja 2014. (Wayback Machine)